# Taormina (album)
Pour les articles homonymes, voir Taormina.
Albums de Jean-Louis Murat
1829
(2005) Charles et Léo
(2007)
Taormina est un album musical de Jean-Louis Murat sorti le 3 septembre 2006 sur le label V2 Records.

## Liste des titres de l'album
1. Caillou – 3:48
2. Le Chemin des poneys – 4:31
3. Taormina – 3:36
4. Au-dedans de moi – 3:20
5. L'Heure du berger – 4:04
6. Est-ce bien l'amour – 2:56
7. Maudits – 3:25
8. La Raie manta – 3:15
9. Billy – 2:16
10. Démariés – 3:59
11. Accueille-moi paysage – 6:25
12. Gengis – 4:25

## Musiciens ayant participé à l'album
- Jean-Louis Murat : Chant, guitares, piano, Fender Rhodes, percussions
- Stéphane Reynaud : batterie, percussions
- Christophe Pie : batterie, percussions (sur 3 et 5)
- Fred Jimenez : basse
- Laure et Jean-Louis Murat : chœurs